# Bonny Alberto Terán
Bonifacio Alberto Terán Arnez, más conocido como Bonny Alberto Terán, (Caripuyo, departamento de Potosí, mayo de 1948) es un compositor y charanguista boliviano. Es conocido por haber difundido y puesto en valor un estilo más rural de interpretar el charango, así como escribir canciones con letras en quechua. Se lo considera uno de los exponentes más importantes del huayño en Bolivia.

## Trayectoria
Bonny, cuyo nombre en realidad es Bonifacio, comenzó su trayectoria escuchando a su padre, Exaltación Terán, que también era charanguista. Fue ganando experiencia y en la década de 1960 conoció a Laureano Rojas y su discográfica Lauro Records, con la cual grabó más de 20 discos de larga duración, con más de 300 canciones entre propias y recopiladas.
Según el investigaador de música boliviana Alfredo Soliz Bejar, director del programa radial Pentagrama del Recuerdo, a partir de la década de 1940 varios maestros del charango difundieron al charango en el ámbito nacional e internacional, pero pocos se dedicaron a dar a conocer técnicas poco difundidas de cómo se ejecuta el charango en comunidades campesinas. En ese sentido, Bonny Alberto Terán fue un pionero. 
Tuvo giras por Europa en 1979 y 2007. También fue docente y rector de la Escuela Superior de Formación de Maestros de Chayanta.

## Reconocimientos
En 2024 el Consulado General de Bolivia en Buenos Aires hizo un evento de reconocimiento a la trayectoria de Bonny Alberto Terán.

## Obras destacadas
Entre sus obras más sonadas, resaltan:  
- "Basta corazón"
- "Caripuyo torrecita"
- "Donata"
- "Abierto mi corazón"
- "Malvas t’ikita"